# Місьєсес-де-Охеда
Місьєсес-де-Охеда (ісп. Micieces de Ojeda) — муніципалітет в Іспанії, у складі автономної спільноти Кастилія-і-Леон, у провінції Паленсія. Населення — 91 особа (2010).
Муніципалітет розташований на відстані близько 260 км на північ від Мадрида, 75 км на північ від Паленсії.
На території муніципалітету розташовані такі населені пункти: (дані про населення за 2010 рік)
- Берсоса-де-лос-Ідальгос: 24 особи
- Місьєсес-де-Охеда: 67 осіб

## Демографія
Динаміка населення (INE ):